# Michael Seymour (Szenenbildner)
Michael Edmund Seymour (* 1932 in Southampton, Hampshire; † 9. Dezember 2018) war ein britischer Szenenbildner und Artdirector.

## Leben
Seymour begann seine Karriere im Filmstab 1965 als im Abspann nicht genannter Assistent des Artdirectors bei den Dreharbeiten zu Richard Lesters Komödie Der gewisse Kniff. Im darauf folgenden Jahr war er in derselben Rolle bei Michelangelo Antonionis Kultfilm Blow Up tätig. Mit Beginn der 1970er Jahre arbeitete er als Szenenbildner, unter anderem an der Horrorfilm-Satire Theater des Grauens. 1980 war er für Ridley Scotts Science-Fiction-Film Alien – Das unheimliche Wesen aus einer fremden Welt zusammen mit Leslie Dilley, Roger Christian und Ian Whittaker für den Oscar in der Kategorie Bestes Szenenbild nominiert, die Auszeichnung ging in diesem Jahr jedoch an den Tanzfilm Hinter dem Rampenlicht.
In den 1980er und 1990er Jahren war er noch in einer Reihe weiterer Spielfilmproduktionen tätig, darunter Beverly Hills Cop III. Sein letztes Engagement hatte er beim Direct-to-Video-Actionfilm Out For A Kill: Tong Tatoos – Das Tor zur Hölle.

## Filmografie (Auswahl)
- 1965: Der gewisse Kniff (The Knack ...and How to Get It)
- 1966: Blow Up
- 1968: Isadora
- 1970: Seid nett zu Mr. Sloane (Entertaining Mr. Sloane)
- 1973: Theater des Grauens (Theatre of Blood)
- 1975: Unternehmen Rosebud (Rosebud)
- 1979: Alien – Das unheimliche Wesen aus einer fremden Welt (Alien)
- 1985: Die Braut (The Bride)
- 1990: Mr. Destiny
- 1990: Revenge – Eine gefährliche Affäre (Revenge)
- 1994: Beverly Hills Cop III
- 2003: Out For A Kill: Tong Tatoos – Das Tor zur Hölle (Out for a Kill)

## Nominierungen (Auswahl)
- 1980: Oscar-Nominierung in der Kategorie Bestes Szenenbild für Alien – Das unheimliche Wesen aus einer fremden Welt